# Großes Festspielhaus
Il Großes Festspielhaus (Grande Teatro del Festival), nella sua forma attuale, fu progettato dall'architetto Clemens Holzmeister nel 1956 per il Festival di Salisburgo in Austria.

## Storia

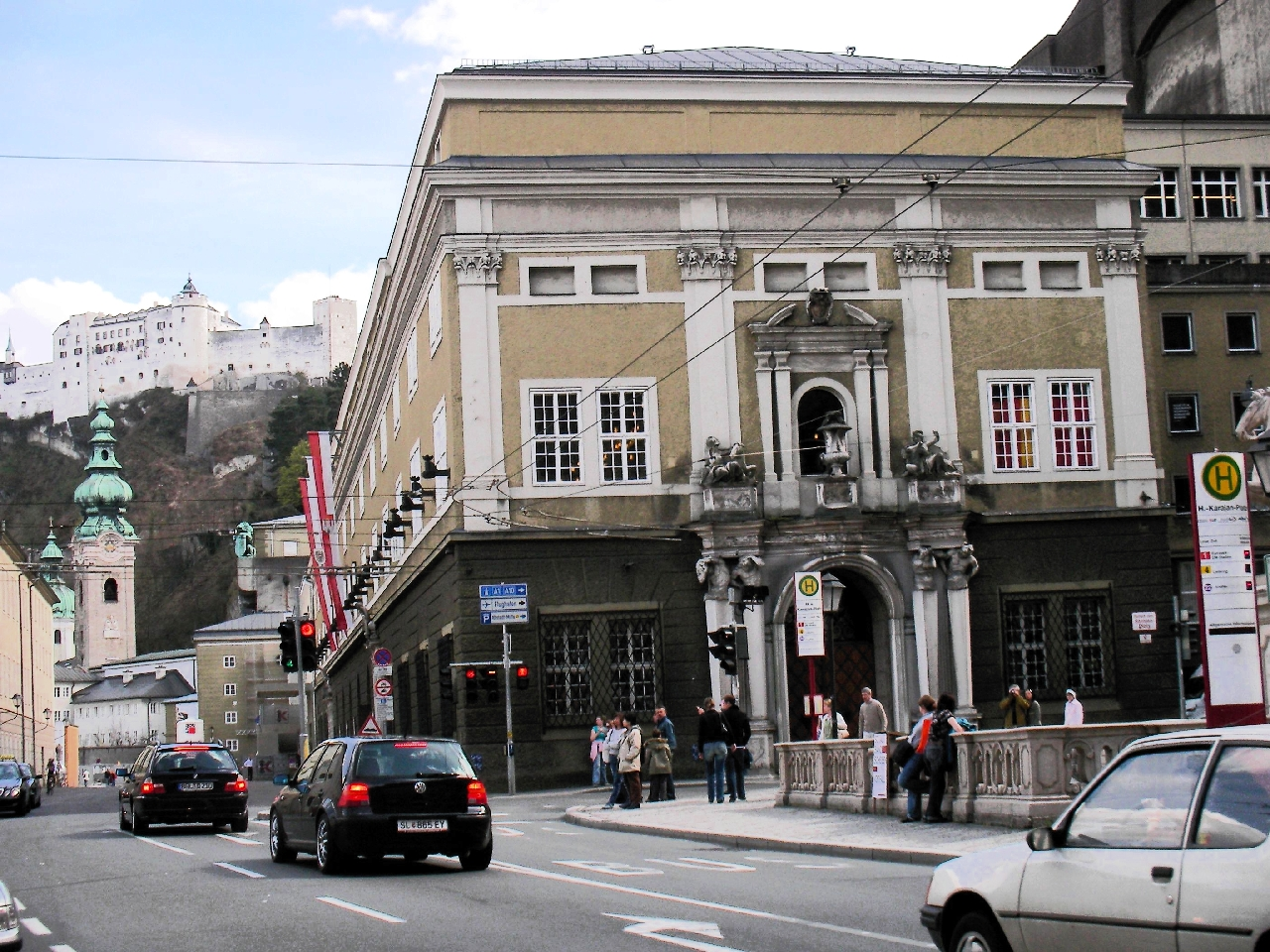
La facciata dalla piazza Herbert von Karajan

Il Festival di Salisburgo ha superato le 100 edizioni. Ogni luglio, neppure mai un'interruzione, nemmeno durante la guerra e gli anni tremendi. Sempre alla ricerca della qualità artistica che la città natale di Mozart oltre che cercare, merita, fin dal suo esordio, nel 1920, voluto da un comitato artistico quale nessuna manifestazione musicale ha più potuto vantare: Hugo von Hofmannsthal, Max Reinhardt, Richard Strauss.
Fu inaugurato il 26 luglio 1960 con un'esecuzione de Il cavaliere della rosa di Richard Strauss diretta da Herbert von Karajan, che lavorò anche con Holzmeister su alcuni aspetti del progetto dell'edificio.
Il Großes Festspielhaus comprende spazi per uffici e un passaggio verso il Museo di arte moderna di Mönchberg, nonché uno spazio per spettacoli da 2.179 posti adattabile per eventi sia scenici che non scenografici e ridimensionabile acusticamente per i concerti di pianoforte e per i recital. Il palcoscenico è uno dei più vasti al mondo, con i suoi 100 metri (330 ft).
L'auditorium è quadrato. L'accesso dalla strada all'atrio avviene attraverso cinque porte di bronzo, sopra le quali è inscritto un motto latino di Thomas Michels:
(Thomas Michelis, Padre benedettino)